# Ісекешев Асет Орентайович
Асет Орентайович Ісекешев (каз. Әсет Өрентайұлы Исекешев, нар. 17 серпня 1971 року, Караганда, Казахська РСР) — акім міста Астани з 21 червня 2016 по 10 вересня 2018 року.

## Ранні роки і освіта
Народився в місті Караганда Казахської РСР. У 1989 році закінчив Спеціальне професійно-технічне училище № 5 міста Уральська за фахом «слюсар-складальник».
У місті Алмати вступив на юридичний факультет КазГУ імені Аль-Фарабі, який закінчив в 1994 році за спеціальністю «Правознавство». У 1998 році закінчив Вищу школу державного управління при Президентові РК.

## Біографія
У 1989 році - Слюсар-складальник радіоапаратури Уральського заводу «Омега»..
У 1995-1997 роках працював стажистом, помічником, старшим помічником прокурора Медеуського району.
У 1998-1999 роках працював головним спеціалістом Агентства зі стратегічного планування та реформ РК.
У 1999-2000 роках працював директором департаменту реєстрації та контролю над нормативними правовими актами центральних і місцевих органів Міністерства юстиції РК.
З 2000 по 2001 рік - президент ЗАТ «Національна юридична служба».
C 2001 по 2002 рік - перший заступник голови ТОО "АПК« Сункар », президент ТОВ« Національна консалтингова група », віце-президент з корпоративного розвитку та правових питань, перший віце-президент ВАТ" Корпорація «Ордабаси».
З листопада 2002 - радник міністра економіки і бюджетного планування РК Кайрата Келімбетова.
З червня 2003 року - віце-міністр індустрії і торгівлі РК.
З травня 2006 року - заступник Голови Правління АТ "Фонд сталого розвитку« Казина ».
З 2007 по 2008 рік - директор з маркетингу фінансових проектів ТОВ «Credit Swiss (Казахстан)».
З лютого 2008 року - помічник Президента РК.
З травня 2009 року - міністр індустрії і торгівлі РК.
З 12 березня 2010 року - заступник Прем'єр-Міністра Республіки Казахстан - міністр індустрії і нових технологій РК в уряді Каріма Масімова.
З січня по вересень 2012 року - міністр індустрії і нових технологій РК.
З вересня 2012 року - заступник прем'єр-міністра - міністр індустрії і нових технологій РК.
З 6 серпня 2014 року по 21 червня 2016 року - міністр з інвестицій та розвитку РК. Одночасно з лютого 2015 року інвестиційний омбудсмен.
21 червня 2016 по 10 вересня 2018 призначений Якимом міста Астана.

### Особисте життя
Дружина: Ісекешевим Ляззат Ерболовна, син - Аліхан (2004 р.н.), дочка - Каміля (2010 р.н.). Брат: Ісекешев Ерлан Орентаевіч (1.06.1968 р.н.).